# Rigsdrost (Sverige)
Rigsdrost (svensk: Riksdrots) var et fremtrædende svensk rigsembede, der eksisterede fra 1276 til 1809. Embedet var dog ikke besat i 1684-1787. I Middelalderen brugtes den svenske titel drots. Dette svarer til den samtidige danske titel drost. 

## Præsident for Svea hovrätt og Högsta domstolen
I 1614 blev Svea hovrätt oprettet. Indtil den nuværende Högsta domstolen blev oprettet i 1789, var Svea hovrätt landets ledende domstol. I flere perioder mellem 1614 og 1810 rigsdrosten præsident for Svea hovrätt. 
I 1789 blev det bestemt, at rigsdrosten skulle være præsident for Högsta domstolen. Carl Axel Wachtmeister var den sidste rigsdrost. Han var højesteretspræsident fra 1789 og frem til sin død 1810.   

## Statsministerens forgænger
I 1809 blev rigsdrostens politiske og administrative opgaver overtaget af justitiestatsministeren. Frem til sin død året efter var Carl Axel Wachtmeister Sveriges første justitiestatsminister. Indtil 1840 var denne minister også højesterets ledende medlem.  
I 1876 blev titlen statsminister indført i stedet for justitiestatsminister. 

## Kendte svenske rigsdroster
(Listen er ikke fuldstændig)
- Bo Jonsson (Grip) (1371-1386)
- Per Brahe den ældre (1569-1590)
- Magnus Brahe (1564-1633) (1612-1633)
- Per Brahe den yngre (1640-1680)